# Карлиево
Карлиево (болг. Карлиево) — село в Болгарии. Находится в Софийской области, входит в общину Златица. Население составляет 160 человек (2022).
Село расположено в горном массиве Средна-Гора.

## Политическая ситуация
В местном кметстве Карлиево, в состав которого входит Карлиево, должность кмета (старосты) исполняет Иван Стойнов Иванов (Болгарская социалистическая партия (БСП)) по результатам выборов правления кметства.
Кмет (мэр) общины Златица — Нонка Кирилова Каменова (инициативный комитет) по результатам выборов в правление общины.

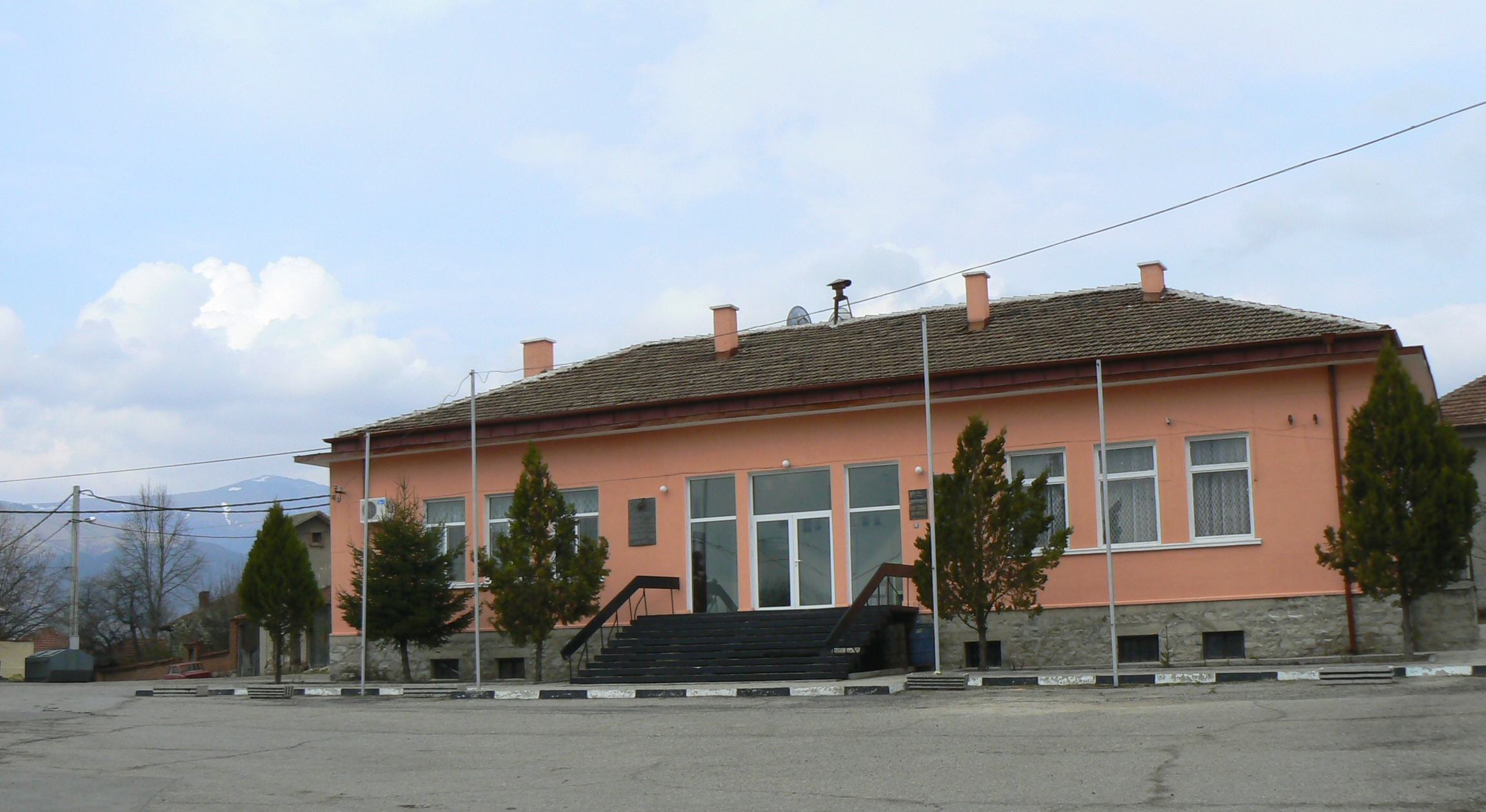
Здание кметства Карлиево